# Diecéze quimpersko-léonská
Diecéze Quimper (-Léon) (lat. Dioecesis Corisopitensis (-Leonensis), franc. Diocèse de Quimper et Léon) je francouzská římskokatolická diecéze. Leží na území departementu Finistère, jehož hranice přesně kopíruje. Sídlo biskupství i katedrála Saint-Corentin de Quimper se nachází v Quimperu. Diecéze Quimper je součástí církevní provincie Rennes.
Od 7. prosince 2007 je diecézním biskupem Mons. Jean Le Vert, který je od 12. května 2014 postaven mimo biskupskou službu, a proto je zastupován apoštolským administrátorem Mons. Philippem Gueneleyem.

## Historie
Biskupství bylo v Quimperu založeno v průběhu 5. století. V důsledku konkordátu z roku 1801 byly zrušeny diecéze Saint-Pol-de-Léon a Tréguier, jejichž území bylo zčásti včleněno do území diecéze Quimper.
Dne 23. listopadu 1853 byl změněn název diecéze na Quimper-Léon.